# Kurt von Olszewski
Kurt Alexander Eugen Seraphim von Olszewski (* 18. August 1860 in Königsberg; † 15. Dezember 1937 in Stettin) war ein preußischer Generalmajor.

## Leben

### Herkunft
Kurt war der Sohn des späteren preußischen Generalleutnants Adolf von Olszewski (1828–1907) und dessen erster Ehefrau Elisabeth Florentine, geborene Papendieck (1834–1891). Seine beiden Onkel standen ebenfalls in preußischen Diensten. Heinrich von Olszewski (1823–1918) als Generalleutnant und Eugen von Olszewski (1826–1908) als Generalmajor.

### Militärkarriere
Olszewski besuchte die Realschule in Lötzen sowie anschließend die Kadettenhäuser in Kulm und Berlin. Er wurde daraufhin am 12. April 1879 als charakterisierter Portepeefähnrich dem 4. Badischen Infanterie-Regiment „Prinz Wilhelm“ Nr. 112 der Preußischen Armee überwiesen. Mitte Oktober 1880 avancierte Olszewski zum Sekondeleutnant und fungierte ab Anfang Oktober 1885 als Adjutant und Gerichtsoffizier des Füsilier-Bataillons in Mülhausen. Vom 16. Februar 1889 bis zum 11. September 1894 war er im Pommerschen Füsilier-Regiment Nr. 34 tätig, wurde zwischenzeitlich Premierleutnant und kam anschließend mit der Beförderung zum Hauptmann als Kompaniechef in das Infanterie-Regiment „Prinz Louis Ferdinand von Preußen“ (2. Magdeburgisches) Nr. 27 nach Halberstadt. Während seiner dortigen Dienstzeit wurde Olszewski am 17. Februar 1896 als Ehrenritter in den Johanniterorden aufgenommen.
Mit seiner Beförderung zum Major wurde er am 17. Januar 1902 dem 1. Lothringischen Infanterie-Regiment Nr. 130 in Metz aggregiert und Mitte Mai des Folgejahres als Kommandeur des I. Bataillons in das Leib-Grenadier-Regiment „König Friedrich Wilhelm III.“ (1. Brandenburgisches) Nr. 8 nach Frankfurt (Oder) versetzt. In dieser Stellung am 18. August 1908 zum Oberstleutnant befördert, kam Olszewski am 17. Dezember 1908 nach Düsseldorf zum Stab des Niederrheinischen Füsilier-Regiments Nr. 39. Am 18. August 1911 beauftragte man ihn zunächst mit der Führung des 4. Badischen Infanterie-Regiments „Prinz Wilhelm“ Nr. 112 und ernannte Olszewski am 13. September 1911 unter gleichzeitiger Beförderung zum Oberst zum Kommandeur dieses Verbandes.
Mit Ausbruch des Ersten Weltkriegs gab Olszewski das Regiment an seinen Nachfolger Oberstleutnant Neubauer ab, wurde zum Kommandeur der 55. Infanterie-Brigade ernannt und am 19. August 1914 zum Generalmajor befördert. Im Verbund mit der 28. Infanterie-Division nahm er an den Kämpfen in den Vogesen und Lothringen sowie bei Arras teil und ging Mitte Oktober 1914 in Flandern in den Stellungskrieg über. Während der Lorettoschlacht konnte sich Olszewski in den schweren Kämpfen um Notre-Dame de Lorette besonders bewähren. Ausgezeichnet mit beiden Klassen des Eisernen Kreuzes musste er aufgrund einer Gallenerkrankung das Kommando über seinen Großverband abgeben. Er wurde daraufhin am 24. März 1916 zu den Offizieren von der Armee versetzt und am 8. September 1916 unter Verleihung des Roten Adlerordens II. Klasse mit Eichenlaub und Schwertern mit der gesetzlichen Pension zur Disposition gestellt.

### Familie
Olszewski verheiratete sich am 7. Oktober 1890 in Stettin mit Marianne Meyer (* 1871). Aus der Ehe ging der Sohn Job Wilhelm Seraphim (* 1897) hervor.